# Stylomesus hexatuberculatus
Stylomesus hexatuberculatus är en kräftdjursart som beskrevs av Yakov Avadievich Birstein 1971. Stylomesus hexatuberculatus ingår i släktet Stylomesus och familjen Ischnomesidae. Inga underarter finns listade i Catalogue of Life.